# Lepidotrigla sayademalha
Lepidotrigla sayademalha is een straalvinnige vissensoort uit de familie van ponen (Triglidae). De wetenschappelijke naam van de soort is voor het eerst geldig gepubliceerd in 1992 door Richards.